# Julio Quiroga
Julio Quiroga – piłkarz urugwajski, napastnik.
Jako piłkarz klubu Liverpool Montevideo wziął udział w turnieju Copa América 1953, gdzie Urugwaj zajął trzecie miejsce. Quiroga zagrał tylko w drugiej połowie meczu z Chile, zmieniając w przerwie Carlosa Romero.